# 浅尾久美子
浅尾久美子（あさお くみこ、1976年7月28日 - ）は、日本の人事官僚。

## 来歴
香川県出身。東京大学法学部卒業。東大法学部在学中に国家公務員一種試験（法律区分）に合格。1999年 人事院事務総局入庁。管理局企画法制課配属。コロンビア大学公共政策大学院で公共政策修士を修得。内閣官房行政改革実行本部事務局参事官補佐などを経て、2016年4月 人事院事務総局公平審査局調整課企画法制官。2017年4月 人事院事務総局人材局研修推進課派遣研修室長。2019年4月 人事院事務総局給与局生涯設計課生涯設計企画官。2020年4月 人事院事務総局国際課長。2022年4月 内閣官房内閣参事官（内閣人事局）。

## 略歴
- 1999年4月：人事院事務総局入庁。管理局企画法制課配属。
- 2001年4月：国家公務員倫理審査会事務局（参事官付）。
- 2003年4月：国家公務員倫理審査会事務局倫理企画専門官（参事官付）。
- 2004年4月：人事院事務総局職員福祉局職員福祉課勤務条件調査官。
- 2005年7月：行政官長期在外研究員（コロンビア大学公共政策大学院）。
- 2007年5月：人事院事務総局職員福祉局国際課国際専門官。
- 2008年4月：人事院事務総局職員福祉局補償課長補佐（制度班）。
- 2012年3月：内閣官房行政改革実行本部事務局参事官補佐。
- 2012年12月：人事院事務総局企画法制課企画専門官。
- 2013年3月：育児休暇。
- 2014年4月：人事院事務総局公平審査局調整課長補佐（制度班）。
- 2016年4月：人事院事務総局公平審査局調整課企画法制官。
- 2017年4月：人事院事務総局人材局研修推進課派遣研修室長。
- 2019年4月：人事院事務総局給与局生涯設計課生涯設計企画官。
- 2020年4月：人事院事務総局国際課長
- 2022年4月：内閣官房内閣参事官（内閣人事局）
- 2024年1月：国家公務員倫理審査会事務局首席参事官